# Folha das Vertentes
Folha das Vertentes é um periódico mensal, distribuído gratuitamente em São João del-Rei e região.
Desde 2002, o jornal se destaca como um dos principais veículos de comunicação da região, distribuído nas cidades de São João del-Rei, Tiradentes, Itutinga, Barroso, Lagoa Dourada Coronel Xavier Chaves, Dores de Campos, Nazareno, Prados, Resende Costa, Santa Cruz de Minas, São Vicente de Minas, Madre de Deus de Minas e Conceição da Barra de Minas.
A partir de julho de 2017, o Folha das Vertentes também lançou um portal de notícias, com informações diárias sobre a região.